# Teroldego
Il Teroldego è un vitigno a bacca nera coltivato quasi esclusivamente in Trentino, nella zona denominata Piana Rotaliana, cui fanno capo i comuni di Mezzocorona, Mezzolombardo e la frazione di Grumo nel comune di San Michele all'Adige.

## Sinonimi
Teroldego Rotaliano, Teroldigo, Teroldega, Teroldico, Tiroldico.

## Caratteristiche ampelografiche
La foglia è grande, pentagonale e trilobata; il grappolo è medio-grande, allungato e piramidale, talvolta cilindrico, a volte alato, mediamente compatto; l'acino è di media grandezza, rotondo, con buccia di colore nero bluastro, spessa, coriacea e molto pruinosa.
La produttività è elevata.

## Storia
Questo vitigno, di antiche origini, pare sia arrivato in Trentino dal veronese (zona del lago di Garda) dove era conosciuto come Tirodola, dal sistema di impianto con tutori denominati tirelle. 
Comunque se ne hanno notizie documentali certe solo dall'inizio del XIX secolo.
L'analisi del DNA ha rivelato che assieme alla Schiava Gentile è parente di Lagrein e Marzemino e cugino del Dureza che è parente del Syrah.

## Il vino
Dalle uve Teroldego si ottiene un vino di colore rubino carico con riflessi porpora; il profumo è vinoso, e si possono percepire odori di viola e lamponi, ma anche di ciliegie e mandorle; il gusto, secco, è strutturato, poco tannico, sentori di rosa, piuttosto acido, non molto alcolico.
Rientra nelle DOC: Casteller, Teroldego Rotaliano, Trentino, Valdadige.